# Vallarsa
Vallarsa (deutsch veraltet Brandtal) ist eine Gemeinde (comune) in der Provinz Trient in der italienischen Region Trentino-Südtirol mit 1393 Einwohnern (Stand 31. Dezember 2023).

## Geografie
Die Gemeinde liegt etwa 32 Kilometer südsüdwestlich von Trient im gleichnamigen Tal, das vom Torrente Leno (Leno-Bach) in Richtung Nordwest bis Nord durchflossen wird und bei Rovereto in die Etsch mündet. Vallarsa ist eine Streugemeinde mit vielen kleinen Fraktionen, die entlang des Tales auf beiden Talseiten weit verstreut liegen. Der Gemeindesitz liegt im Ortsteil Raossi auf der orographisch linken Talseite auf 724 m s.l.m. Im Südosten grenzt die Gemeinde unmittelbar an die Region Venetien.

## Geschichte
Die historisch belegte Erstbesiedelung fand in der ersten Hälfte des 13. Jahrhunderts durch deutschsprachige Siedler statt. Diese gründeten Bauernhöfe. Die Bevölkerung lebte auch von der Arbeit in den Bergwerken, die den Bischöfen von Trient gehörten, sowie von der Kohlenbrennerei. Im 15. Jahrhundert wurde das Gebiet der Republik Venedig einverleibt. Die Männer des Tales hatten den Ruf als gute Söldner und wurden daher als solche angeheuert. Die Treue zu Venedig wurde von Mailand, das mit Venedig verfeindet war, mit der Verwüstung des Tales bestraft (16. Jahrhundert). Auch von der Pest wurde die Gegend in den Jahren 1512 und 1630 heimgesucht.
Im Jahr 1525 kam das Tal zu Tirol; dies blieb so bis zum Ende des Ersten Weltkrieges, als es mit dem Trentino und Südtirol Italien zugeschlagen wurde. Im Jahr 1823 wurde durch das Tal eine wichtige Straße gebaut, welche über den Pass Pian delle Fugazze die Provinzen Trentino und Vicenza verbindet.
Aufgrund dessen, dass seit dem dritten italienischen Unabhängigkeitskrieg  im Jahre 1866 die Grenze zwischen dem Kaiserreich Österreich-Ungarn und dem Königreich Italien über den oben genannte Pass verlief, begann das Tal auch an militärischer Bedeutung zu gewinnen, so dass Österreich-Ungarn den Bau von zwei Sperrwerken im Tal plante, um einen italienischen Einbruch in Richtung Rovereto und dem Etschtal zu unterbinden.  Aus finanziellen Gründen wurde schließlich nur das Werk Valmorbia (im Italienischen als Forte Pozzacchio bezeichnet) auf der orographisch rechten Talseite oberhalb des gleichnamigen Ortes gelegen, in Angriff genommen, blieb aber letztendlich unvollendet, während das auf der gegenüberliegenden Talseite beim Ort Matassone geplante Werk nicht über einen Infanteriestützpunkt hinaus kam.
Nach der italienischen Kriegserklärung an Österreich-Ungarn vom 23. Mai 1915 wurde die Bevölkerung  teils nach Österreich (Mitterndorf an der Fischa), teils nach Italien ausgesiedelt.  Während der österreichischen Frühjahrsoffensive 1916  (und der anschließenden italienischen Gegenoffensive im Juni/Juli 1916) kam es im Tal und auf den umliegenden Bergen (Monte Pasubio, Monte Zugna, Passo Buole, sowie  Corno Battisti) zu heftigen Gefechten.
Nach dem Krieg fanden die Zurückkehrenden zerschossene und niedergebrannte Häuser vor. Die Industrialisierung um die Stadt Rovereto in der darauf folgenden Zeit bewirkte eine weitere Landflucht, sodass die Bevölkerung im Jahr 2010 (1355 Personen) weit geringer war als ein Jahrhundert zuvor.

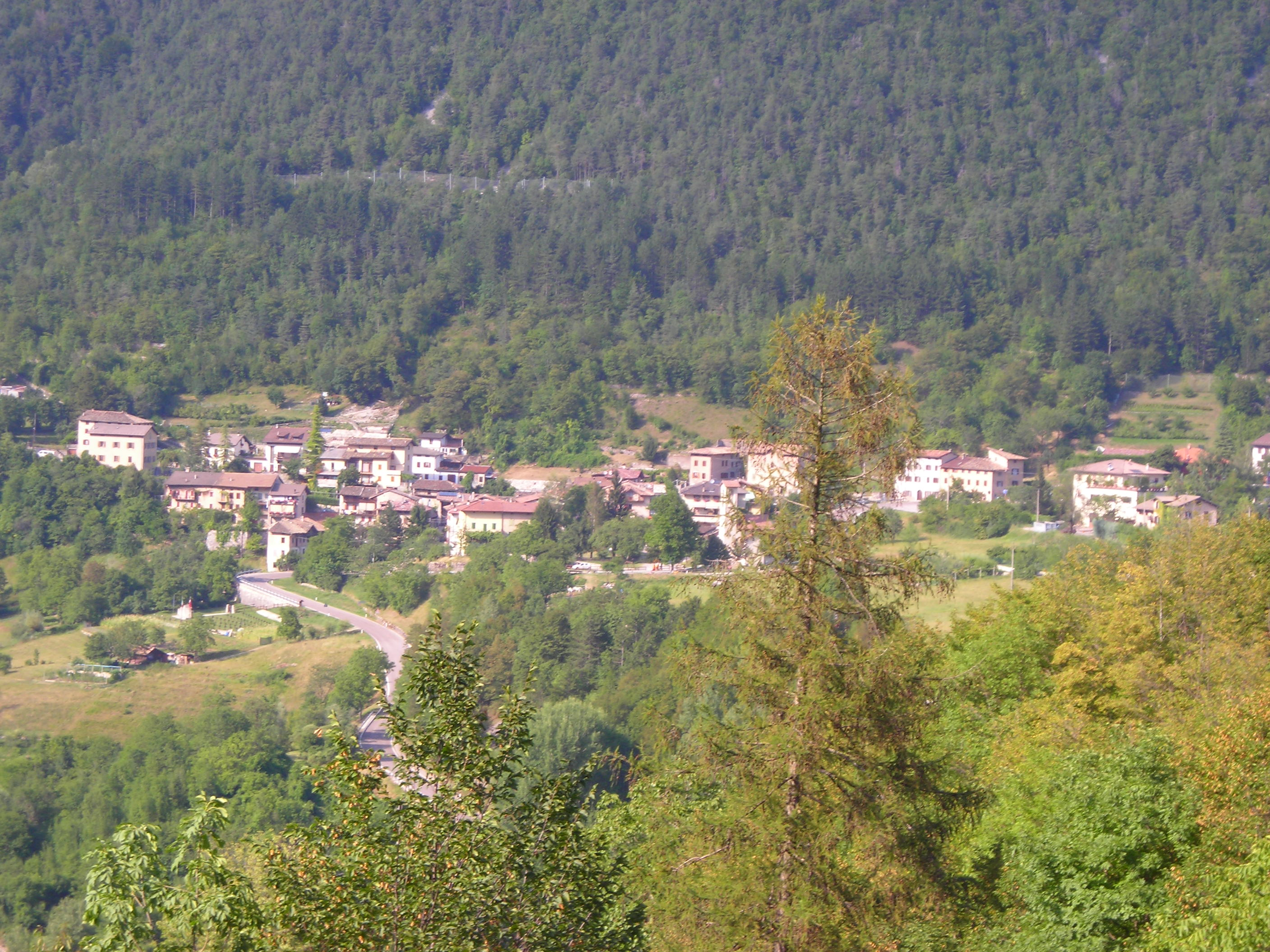
Der Ortsteil Anghebeni (Lange Ebene) in Vallarsa

## Verwaltungsgliederung
Zur Gemeinde Vallarsa gehören 35 Fraktionen: Albaredo, Anghebeni, Arlanch, Aste, Bruni, Busa, Bastianello, Camposilvano, Costa, Cumerlotti, Cuneghi, Dosso, Fontana, Foppiano, Foxi, Lombardi, Matassone, Nave, Obra, Ometto, Parrocchia, Piano, Pezzati, Raossi (Gemeindesitz), Riva, Robolli, Sant’Anna, Sega, Sich, Sottoriva, Speccheri, Staineri, Valmorbia, Zanolli, Zocchio sowie 19 Weiler bzw. verstreut liegende Häuser (italienisch Località): Brozzi, Canova, Corte, Creneba, Geche, Martini, Maso Tomaselli, Molaighe, Molino, Passo Pian delle Fugazze, Perucca, Piazza, Poiani, Prache, Prugnele, Roipi, Streva, Tezze, Zendri.

## Name
Der deutsche Name Brandtal ist gleichbedeutend mit dem italienischen Vallarsa (Valle = Tal, arsa = verbrannt); „arsa“ kann allerdings auch eine andere lateinische Wurzel haben. Worauf genau sich das Wort „Brand“ bezieht, ist heute nicht mehr eindeutig erklärbar. Man ist geneigt, es mit der schon erwähnten Kohlenbrennerei zu verbinden.

## Sprache
Bis in die erste Hälfte des 19. Jahrhunderts wurde im Tal Zimbrisch, ein südbairischer Dialekt, gesprochen; zuletzt war er ziemlich mit italienischen Vokabeln durchmischt. Seither spricht man Italienisch bzw. den lokalen venetischen Dialekt.
Deutsche Wurzeln stecken heute noch in Ortsnamen wie Anghebeni (Langebene), Staineri (Steiner), Foxi (Fuchs), Obra (Oberau), Streva (Streu).

## Gemeindepartnerschaften
- Mitterndorf an der Fischa  Österreich; dorthin waren vor dem Ersten Weltkrieg Brandtaler ausgesiedelt worden.
- Carlat  Frankreich, seit 2010

## Söhne und Töchter der Gemeinde
- Pietro Stoffella d’Alta Rupe (1795–1871), Gynäkologe
- Guido Martini (1881–1964), Bildhauer, geboren in der Fraktion Piano

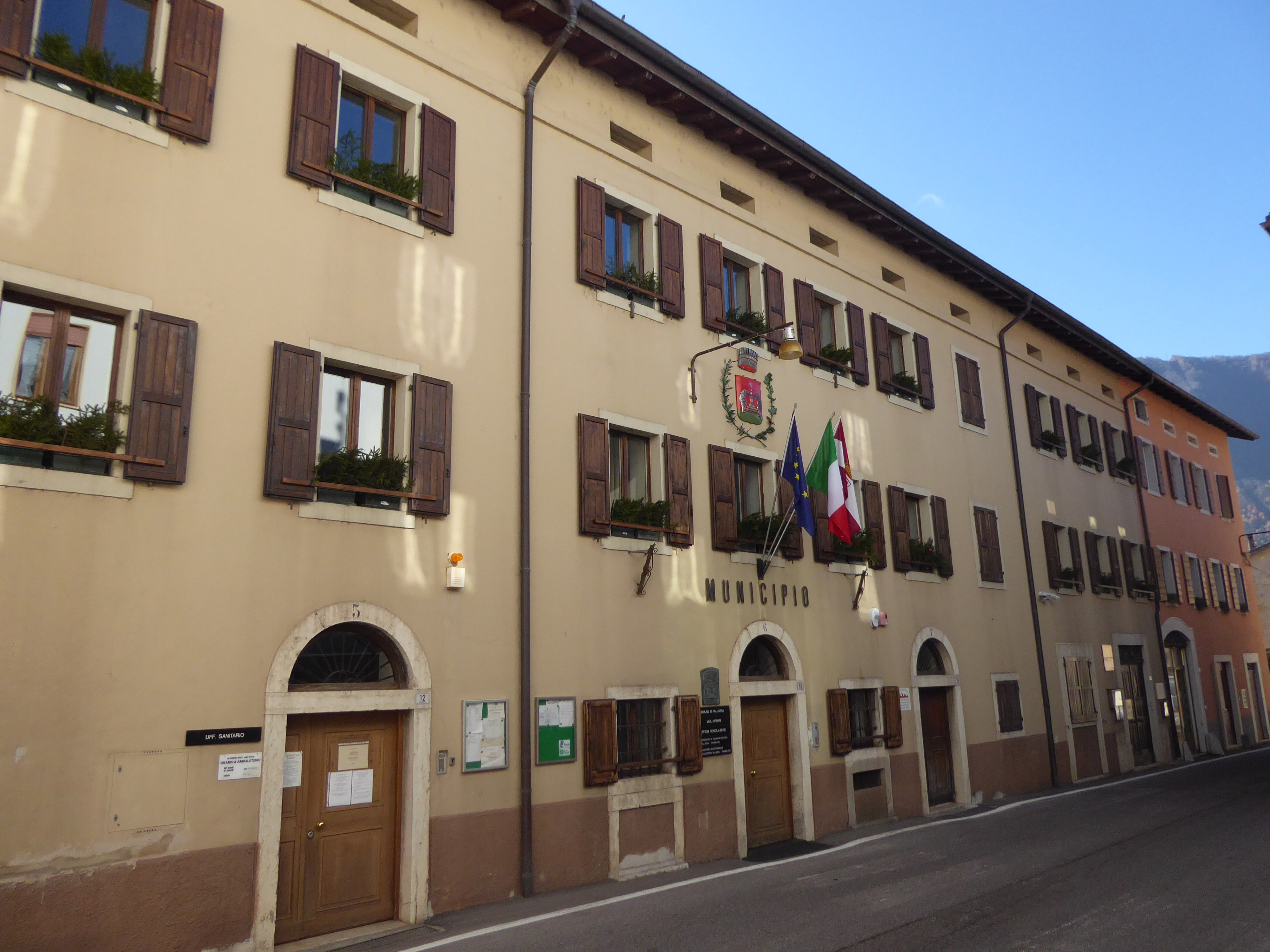
Rathaus im Ortsteil Raossi
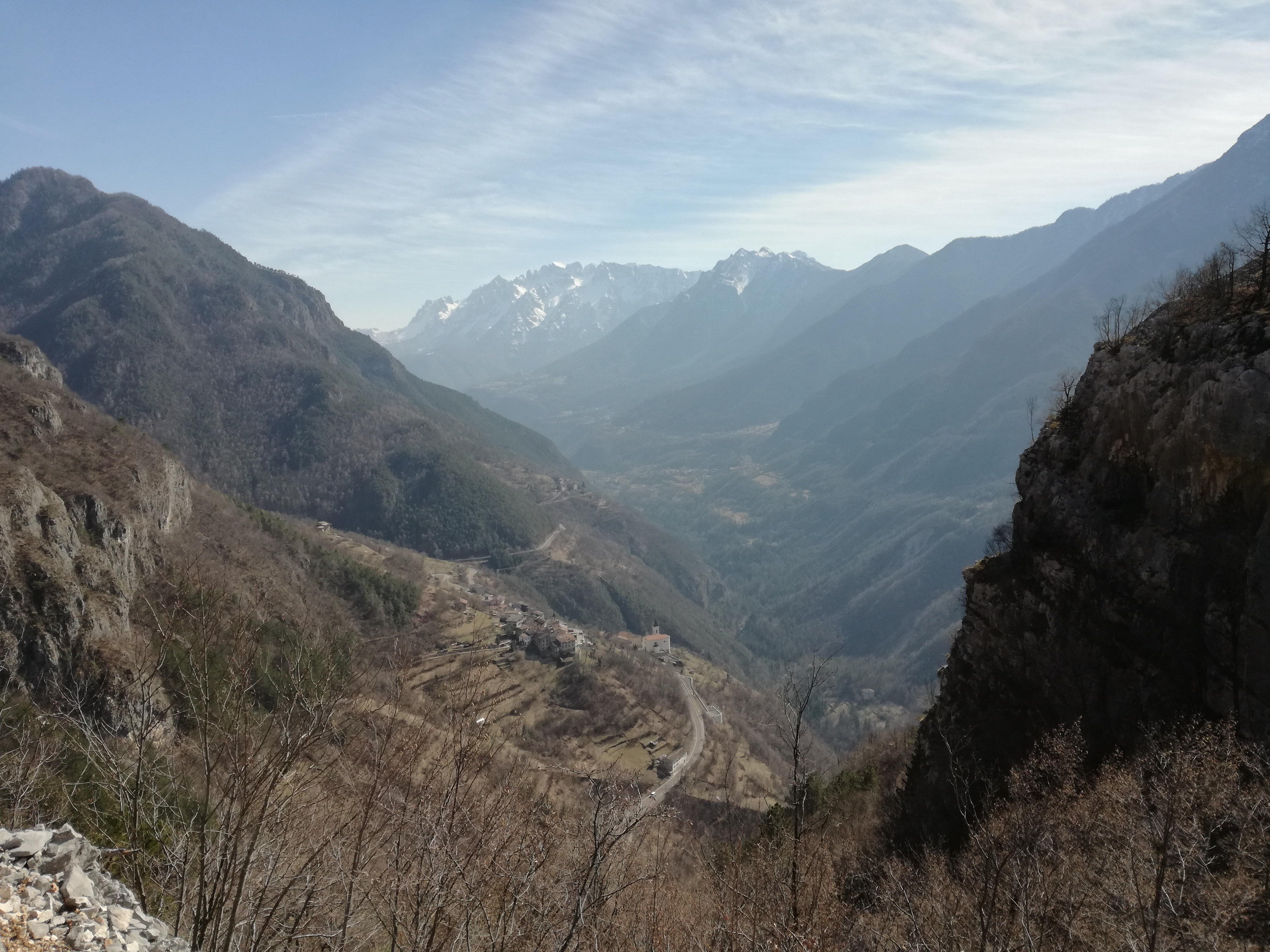
Ortsteile Dosso und Valmorbia mit der Caregagruppe im Hintergrund
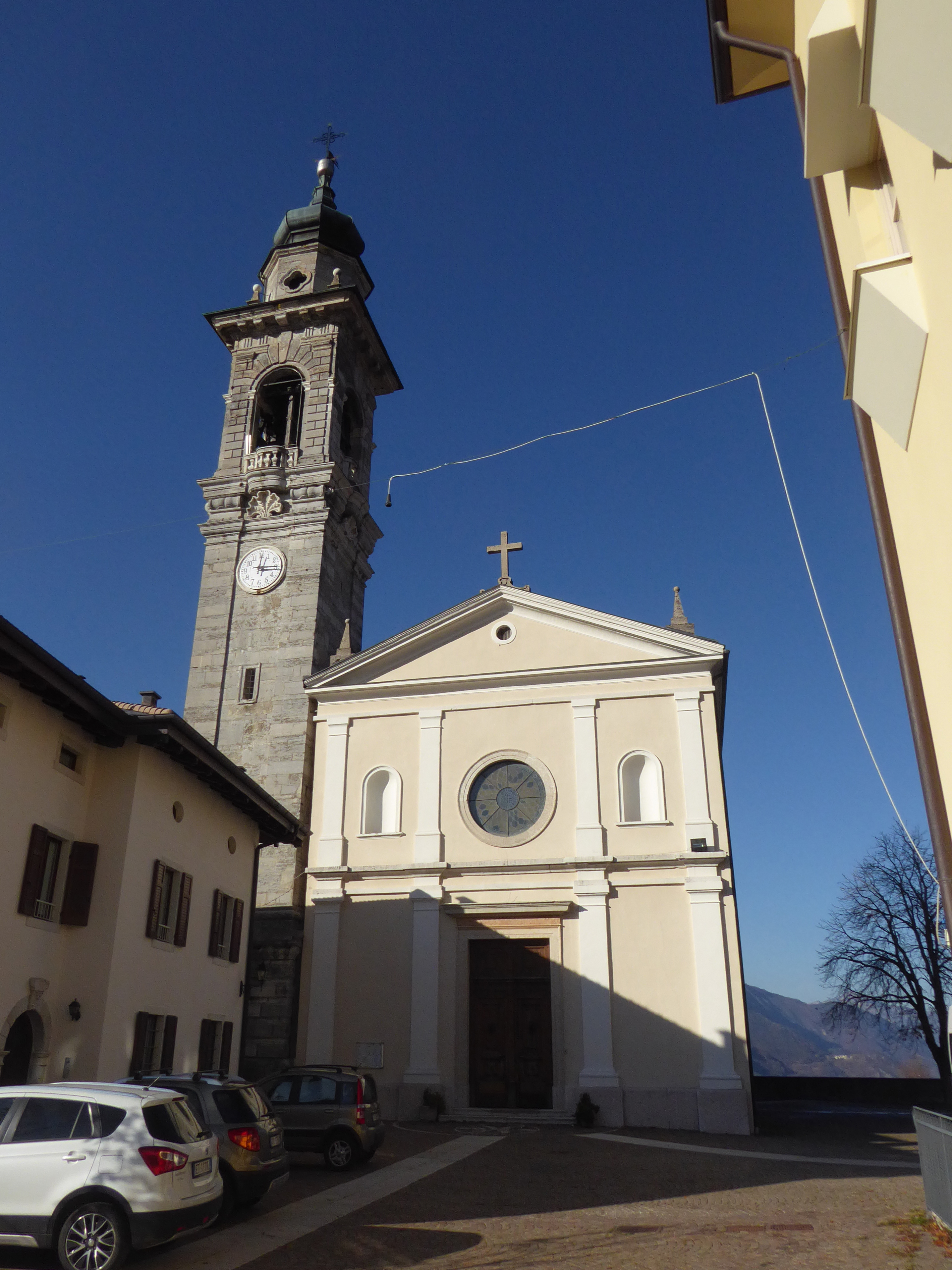
Pfarrkirche S. Vigilio im Ortsteil Parocchia
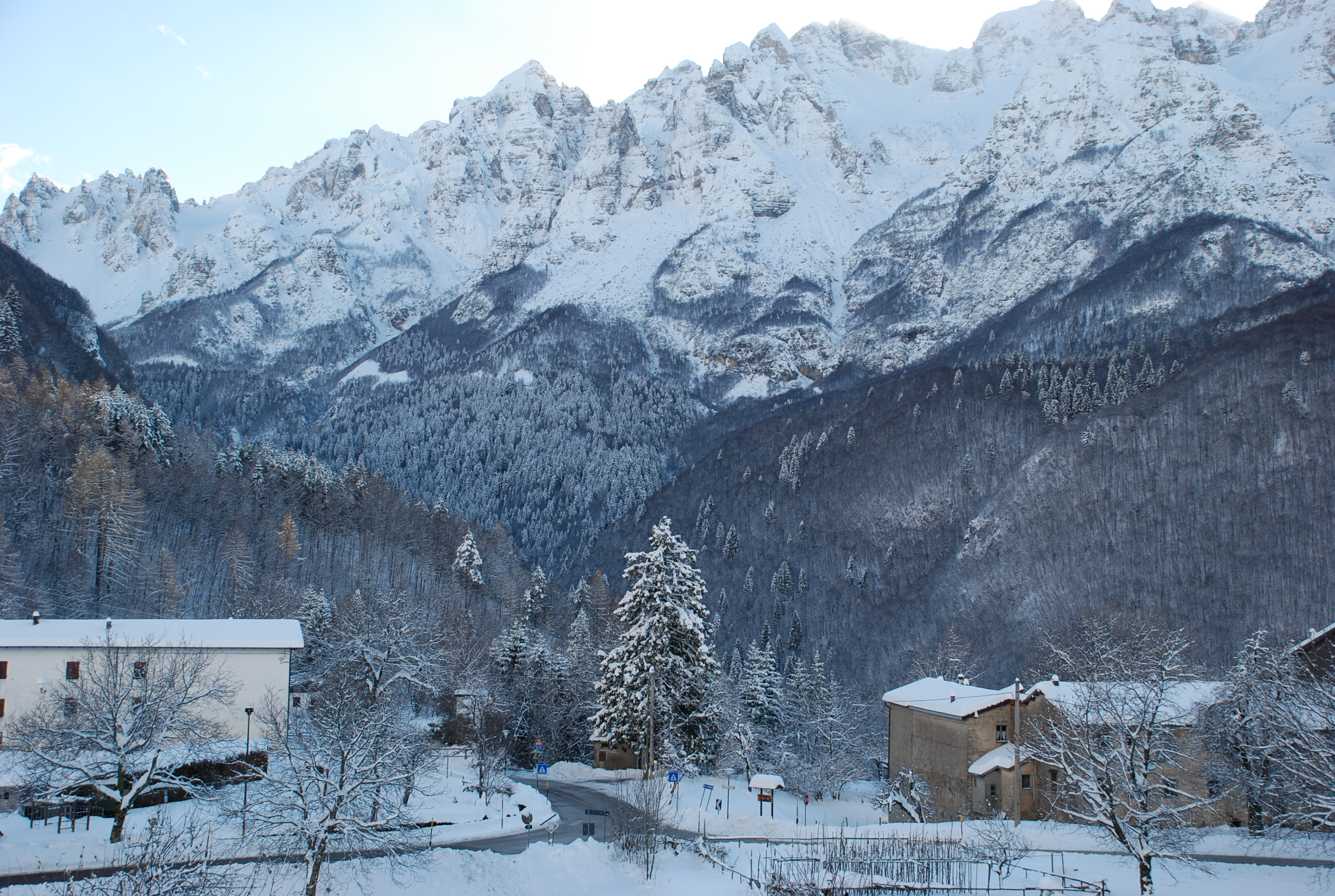
Ortsteil Camposilvano mit Caregagruppe
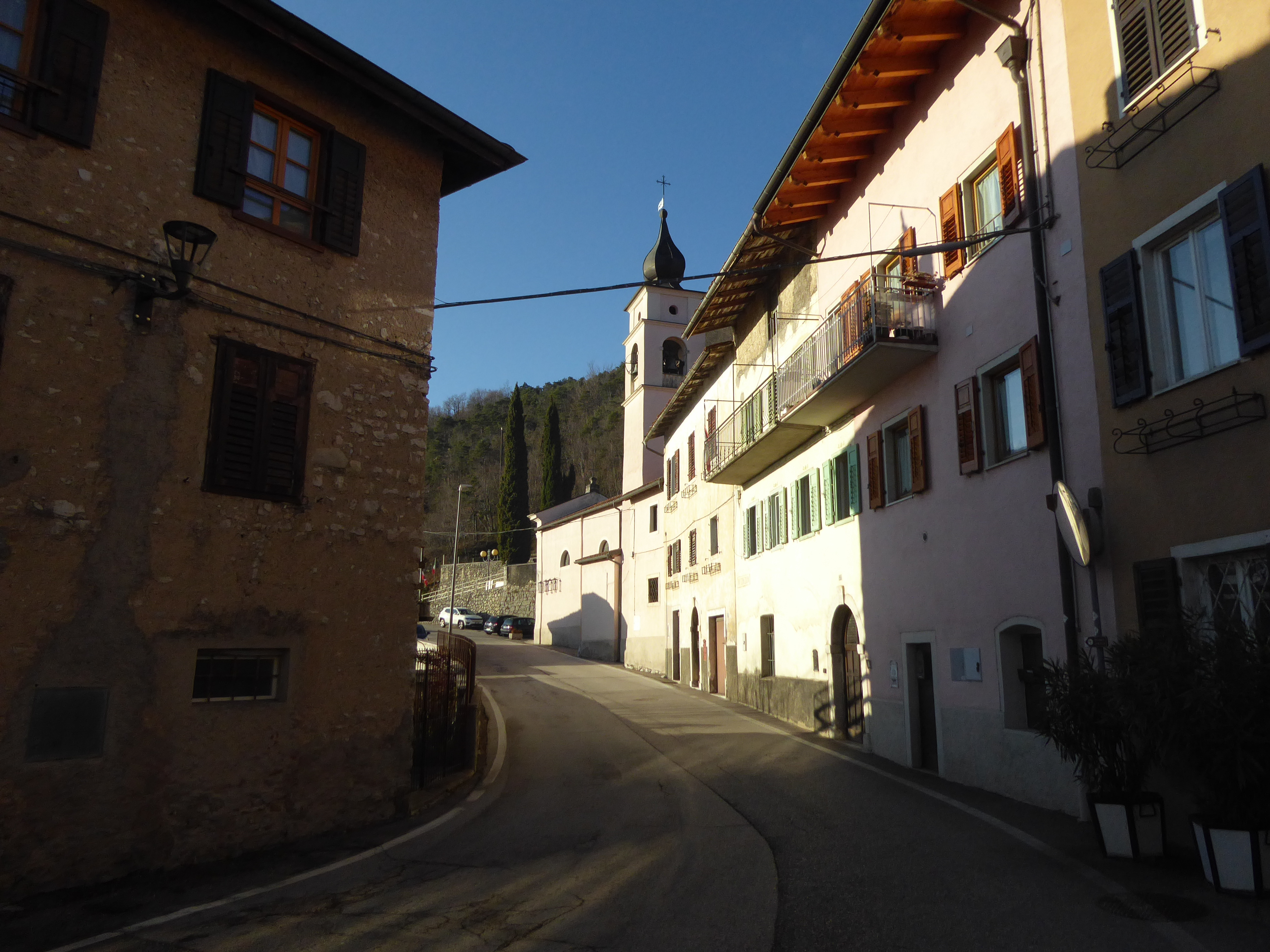
Ortsteil Albaredo
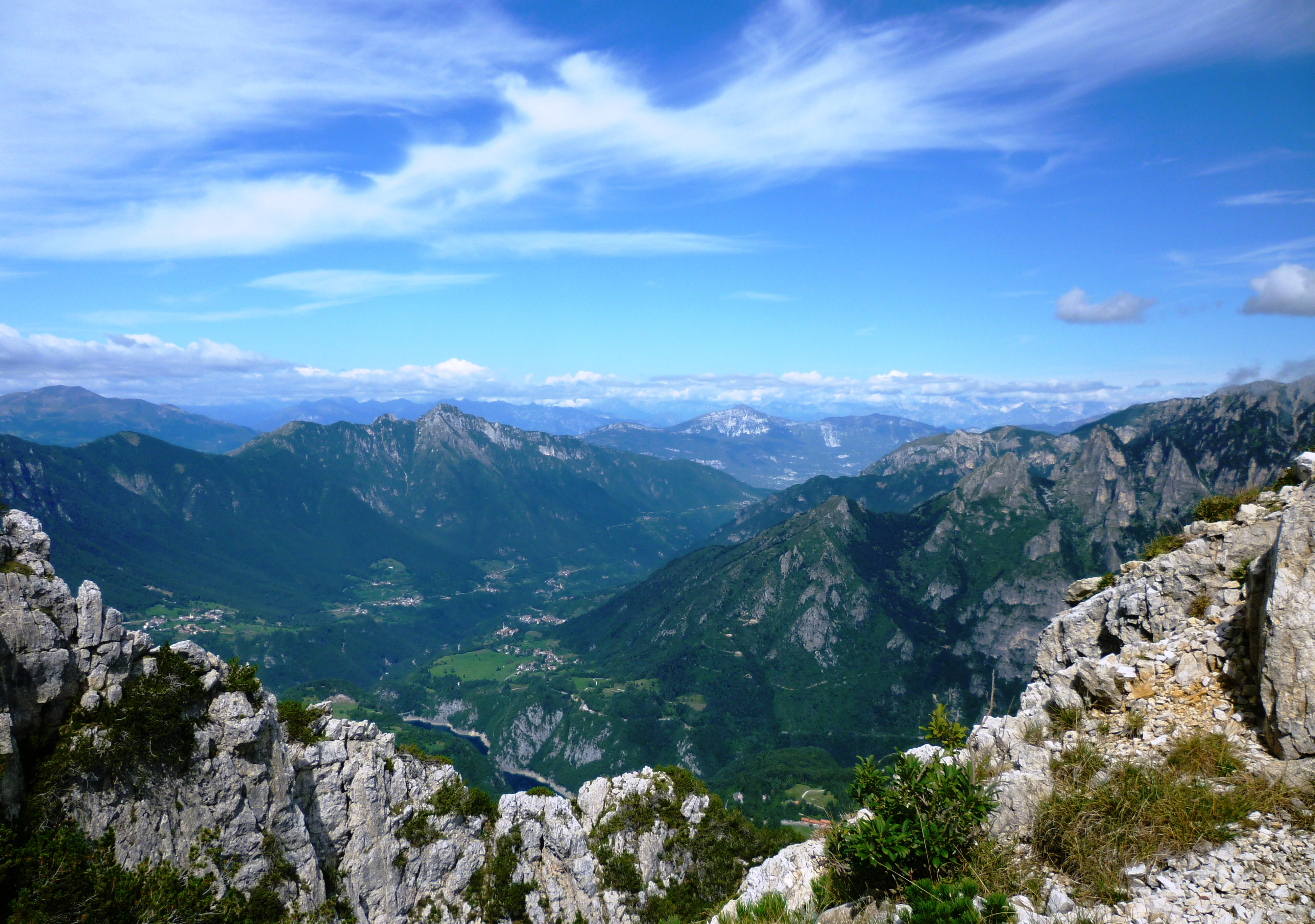
Der obere Talbereich mit Blick nach Westen